# Helgi Kolviðsson
Helgi Kolviðsson (Reykjavík, 13 settembre 1971) è un allenatore di calcio ed ex calciatore islandese, di ruolo difensore.

## Carriera da giocatore
Ha iniziato la sua carriera con la ormai defunta Ik parte dal 1988, ma quando il club piegato a causa di difficoltà finanziarie nel 1991 Helgi si trasferì, con la maggior parte dei giocatori della squadra, alla divisione di calcio appena creata della città di Hong Kong e ha giocato lì per un paio di stagioni prima di trasferirsi all'estero, diventando uno dei pochi calciatori internazionali islandesi che hanno giocato in serie inferiori islandesi, ma mai nel campionato superiore. Helgi ha trascorso la stagione 1995-1996 con la squadra tedesca del Pfullendorf, segnando due gol in 30 partite, prima di entrare nella squadra austriaca del SC Austria Lustenau. In due stagioni ha fatto 55 presenze in campionato, segnando due volte. Nel 2000, è tornato in Germania con il Magonza e ha trascorso due anni con la squadra della Bundesliga, durante i quali ha giocato 61 partite.
Helgi si unisce allo SSV Ulm 1846 per la stagione 2000-01, prima di tornare in Austria con l'FC Kärnten, dove ha fatto 77 presenze e ha segnato cinque gol in tre stagioni. Ha concluso la sua carriera da giocatore con un secondo ritorno a Pfullendorf, giocando 56 partite di campionato tra il 2004 e il 2007.

## Carriera internazionale
Durante la stagione 1993 Helgi ha fatto due presenze con l'Islanda Under-21, facendo il suo debutto nella ripresa sostituendo Þórður Guðjónsson nella vittoria per 2-1 contro l'Ungheria il 15 giugno 1993. Tre anni più tardi, ha fatto la sua prima presenza in nazionale maggiore per l'Islanda, sostituendo Ólafur Þórðarson nella sconfitta 0-3 in trasferta in Russia il 9 febbraio 1996 e, nel corso dei sette anni successivi, Helgi gioca altre 28 partite per il suo paese, prima di fare la sua ultima apparizione nel 0-0 amichevole con il Messico il 20 novembre 2003.

## Carriera da allenatore
Prima della stagione 2007-2008 Helgi è stato nominato in qualità di assistente manager presso SC Pfullendorf. Dopo il licenziamento di Michael Feichtenbeiner nel mese di aprile 2008, ha per un breve tempo assunto il ruolo di allenatore ad interim, ma non poteva continuare con la squadra dato che gli mancava licenza UEFA categoria 'A'. Dal 2008 al 2010, ha ricoperto di nuovo il ruolo come assistente allenatore di Walter Schneck acquisendo la sua licenza UEFA 'A'. Per la stagione 2010-11, è stato nominato allenatore del club, ma alla fine della stagione diventa allenatore della squadra di calcio austriaca della First League, Austria Lustenau, che finì la stagione 2011-2013 al terzo posto. Dal 2016 al 2018 è stato assistente di Heimir Hallgrímsson sulla panchina della nazionale islandese.

## Curiosità
Durante la conferenza stampa alla vigilia di Italia e Liechtenstein, finita poi 6-0 per gli Azzurri, ha rivelato di essere tifoso del Parma da tanti anni.

## Palmarès

### Giocatore

#### Competizioni nazionali
- Erste Liga: 1

Austria Lustenau: 1996-1997
- Supercoppa d'Austria: 1

Kärnten: 2001